# Villa Arejo
Villa Arejo est une localité uruguayenne du département de Canelones, rattachée à la municipalité de Canelones.

## Localisation
Située à l'ouest du département de Canelones et au sud de l' arroyo Canelón Chico, Villa Arejo se déploie au niveau du kilomètre 36,5 de la route 32, au sud du croisement de cette dernière avec la route 107.

## Population
| 1963 | 1975 | 1985 | 1996 | 2004 | 2011 |
| ---- | ---- | ---- | ---- | ---- | ---- |
| 41   | 36   | 230  | 407  | 119  | 147  |

## Source
- (es) Cet article est partiellement ou en totalité issu de l’article de Wikipédia en espagnol intitulé « Villa Arejo » (voir la liste des auteurs).